# Onthophagus endroedianus
Onthophagus endroedianus är en skalbaggsart som beskrevs av Walter och Yves Cambefort 1977. Onthophagus endroedianus ingår i släktet Onthophagus och familjen bladhorningar. Inga underarter finns listade i Catalogue of Life.